# 纽埃国际机场
纽埃国际机场（英語：Niue International Airport）又称哈南国际机场是纽埃首府阿洛菲的国际机场，服务于全纽埃。

## 航空公司與目的地
| 航空公司   | 目的地 |
| ---------- | ------ |
| 新西兰航空 | 奥克兰 |